# Vasil Levski (distrikt i Stara Zagora)
Vasil Levski (bulgariska: Васил Левски) är ett distrikt i Bulgarien.   Det ligger i kommunen Obsjtina Opan och regionen Stara Zagora, i den centrala delen av landet, 210 km öster om huvudstaden Sofia.
Trakten runt Vasil Levski består till största delen av jordbruksmark. Runt Vasil Levski är det ganska glesbefolkat, med 47 invånare per kvadratkilometer.